# Wiener Zeitschrift zur Geschichte der Neuzeit
Wiener Zeitschrift zur Geschichte der Neuzeit (kurz WZGN) war eine von 2001 bis 2010 in Wien zweimal jährlich erscheinende historische Fachzeitschrift. Die zugehörige Schriftenreihe firmierte unter dem Titel Wiener Schriften zur Geschichte der Neuzeit (WSGN). Als geschäftsführender Herausgeber fungierte Karl Vocelka.
Die Zeitschrift erschien in Nachfolge der zwischen 1974 und 2000 in der Reihe Wiener Beiträge zur Geschichte der Neuzeit erschienenen Sammelbände. Die Zeitschrift war interdisziplinär ausgerichtet und veröffentlichte Beiträge mit einem thematischen Schwerpunkt zur Geschichte der Neuzeit (15. Jahrhundert bis heute).